# Christian Savoie
Christian Savoie (ur. 25 marca 1976, Val-Joli, Quebec) – kanadyjski strongman.
Obecnie jeden z najlepszych kanadyjskich siłaczy. Mistrz Kanady Strongman w 2009 r. Mistrz Ameryki Północnej Strongman 2009.

## Życiorys
Christian Savoie zadebiutował jako siłacz w 2001 r. Uczestniczył w prestiżowych zawodach Fortissimus, w latach 2008 i 2009. Wziął udział w indywidualnych Mistrzostwach Świata Strongman 2009, jednak nie zakwalifikował się do finału.
Mieszka we wsi Val-Joli, Estrie.
Wymiary:
- wzrost 193 cm
- waga 146 kg

Rekordy życiowe:
- przysiad 365 kg
- wyciskanie 230 kg
- martwy ciąg 372,5 kg

## Osiągnięcia strongman
- 2005
  - 5. miejsce – Mistrzostwa Kanady Strongman
- 2006
  - 4. miejsce – Mistrzostwa Kanady Strongman
- 2007
  -  ?. miejsce – Super Seria 2007: Venice Beach
  - 5. miejsce – Mistrzostwa Kanady Strongman
  - 7. miejsce – Mistrzostwa Ameryki Północnej Strongman 2007
  - 7. miejsce – WSF Puchar Świata 2007: Chanty-Mansyjsk
- 2008
  - 10. miejsce – Fortissimus
  - 3. miejsce – Mistrzostwa Kanady Strongman
  - 2. miejsce – Mistrzostwa Ameryki Północnej Strongman 2008
- 2009
  - 11. miejsce – Fortissimus 2009
  - 1. miejsce – Mistrzostwa Kanady Strongman
  - 1. miejsce – Mistrzostwa Ameryki Północnej Strongman 2009